# Brückberg
Der Brückberg ist ein ehemals eigener Stadtteil von Siegburg im nordrhein-westfälischen Rhein-Sieg-Kreis.
Der Ortsteil Brückberg liegt westlich des Stadtzentrums, am westlichen Rand bildet die Agger die natürliche Grenze zu Troisdorf. Nördlich vom Brückberg liegt die Aulgasse und im Osten grenzt der alte Stadtteil Dreesch. Im Süden und nur durch den Siegburger Mühlengraben getrennt befindet sich der Ortsteil Zange. Nach Westen, zwischen der B56 und der Agger liegt das Naturschutzgebiet Trerichsweiher.

## Geschichte
Schon aus der Hallstattzeit (1000 – 500 vor Christus) sind erste Siedlungen auf dem Brückberg belegt.
Von 1892 bis 1893 wird das Königliche Feuerwerkslaboratorium, eine von zwei Munitionsfabriken in Siegburg, auf dem Brückberg errichtet. Während des Ersten Weltkrieges arbeiten hier bis zu 15000 Arbeiter.
1893 bis 1896 wurde auf dem Brückberg eine preußische Strafanstalt, die heutige Justizvollzugsanstalt Siegburg; errichtet.
Seit 1913 unterhält der Siegburger Turnverein in unmittelbarer Nähe zum Gefängnis seine Sportplatzanlage.
1920 wurde auf dem Gelände des Königlichen Feuerwerkslaboratoriums von den französischen Besatzungstruppen die Caserne du Verdun errichtet. 1926 verließen die Franzosen Siegburg. 1931 wurden die meisten Gebäude der Munitionsfabrik abgerissen.
Nach dem Zweiten Weltkrieg befand sich auf dem ehemaligen Gelände der Caserne du Verdun ein belgisches Militärlager. 1957 verließen die Belgier den Brückberg, in das belgische Lager zog eine Transportkompanie der Luftwaffe ein.
1959 wurden das Wachbataillon beim Bundesministerium der Verteidigung und das Musikkorps der Bundeswehr in die Brückberg-Kaserne verlegt. Seit 2004 befindet sich hier auch die neu geschaffene Dienststelle des Generalarztes der Luftwaffe.
Bei einem von der Böschung des Bahndamms ausgehenden Großbrand am 7. August 2018 brannten in Bereich Im Urnenfeld/Hohlweg sieben Wohnhäuser und mehrere Nebengebäude ab, 21 Personen wurden hierdurch obdachlos, 32 Menschen wurden dabei verletzt. Die schnelle Ausbreitung des Feuers wurde durch die monatelange Trockenheit und den Fahrtwind eines ICE verursacht. Es waren ca. 550 Personen von Polizei, Rettungsdienst sowie aller Feuerwehren aus dem Kreisgebiet Bonn und umliegender Kommunen eingesetzt.

## Verkehr
Durch den Brückberg führt die Luisenstraße, die ehemalige Bundesstraße 8, die westlich die vorbeigeführte Bundesstraße 56 kreuzt.

## Vereine
Die Löschgruppe 2 (Brückberg) der Freiwilligen Feuerwehr Siegburg hat hier ihr Einsatzgebiet.

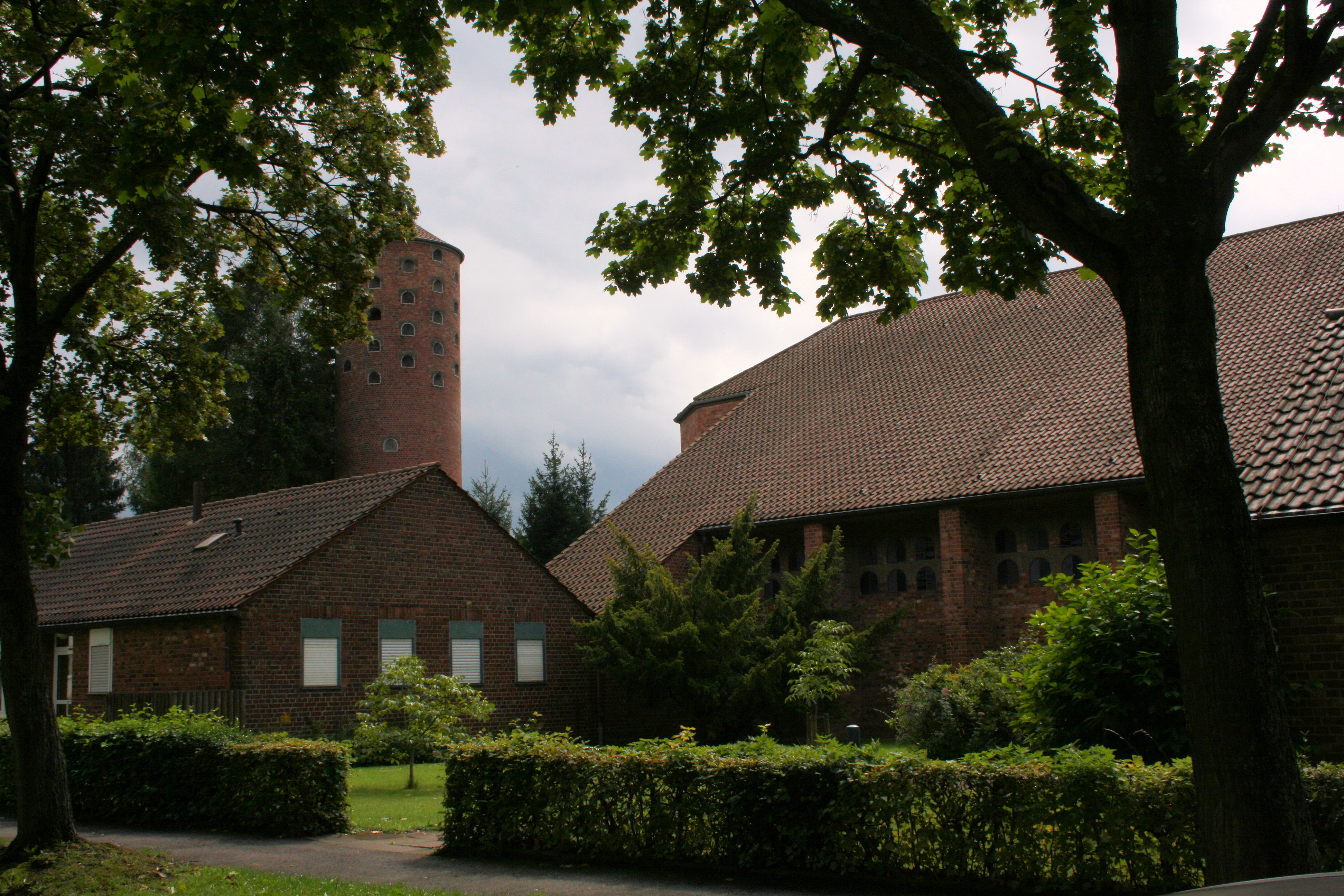
Pfarrkirche St. Joseph (Kath.)
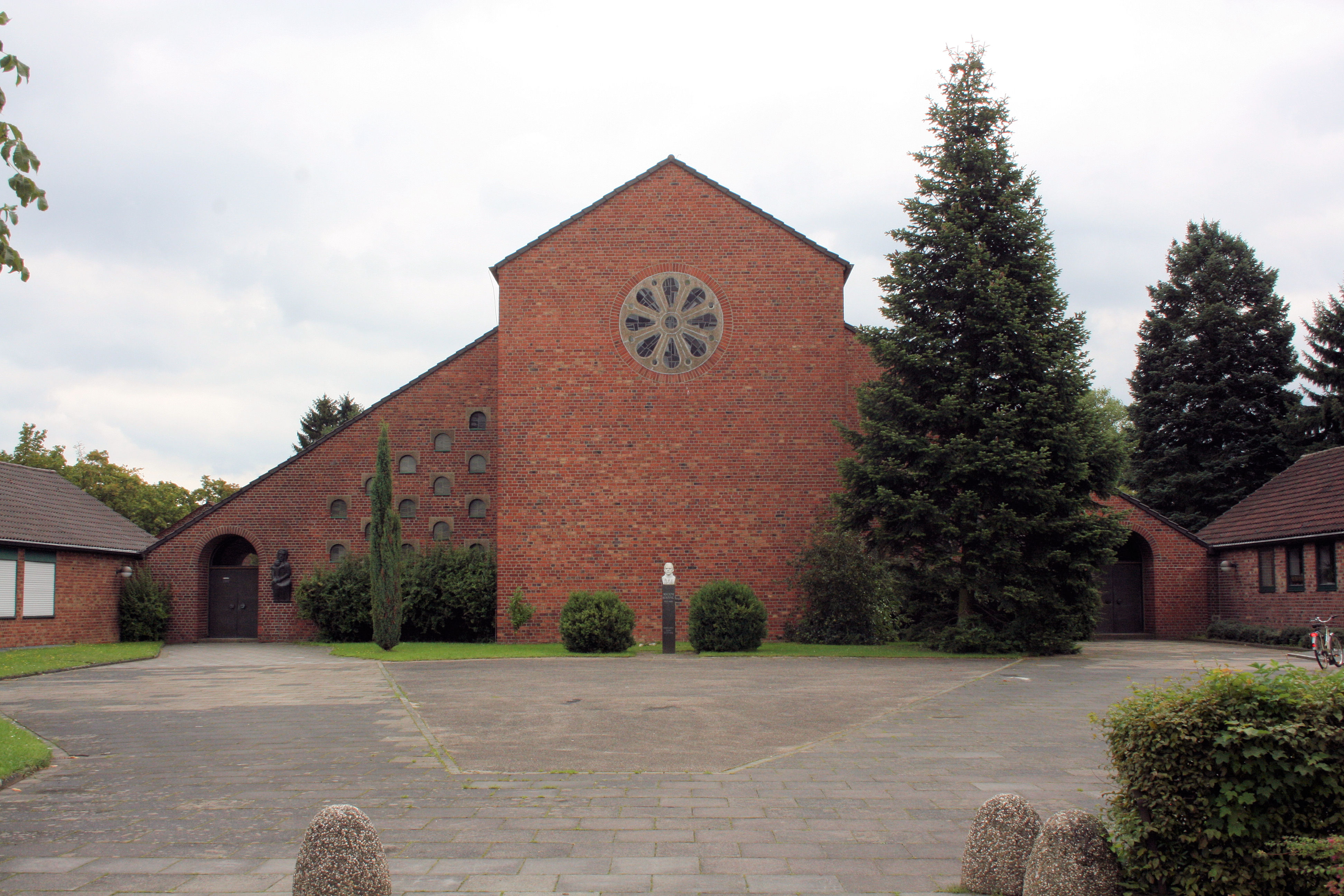
Pfarrkirche St. Joseph (Kath.)
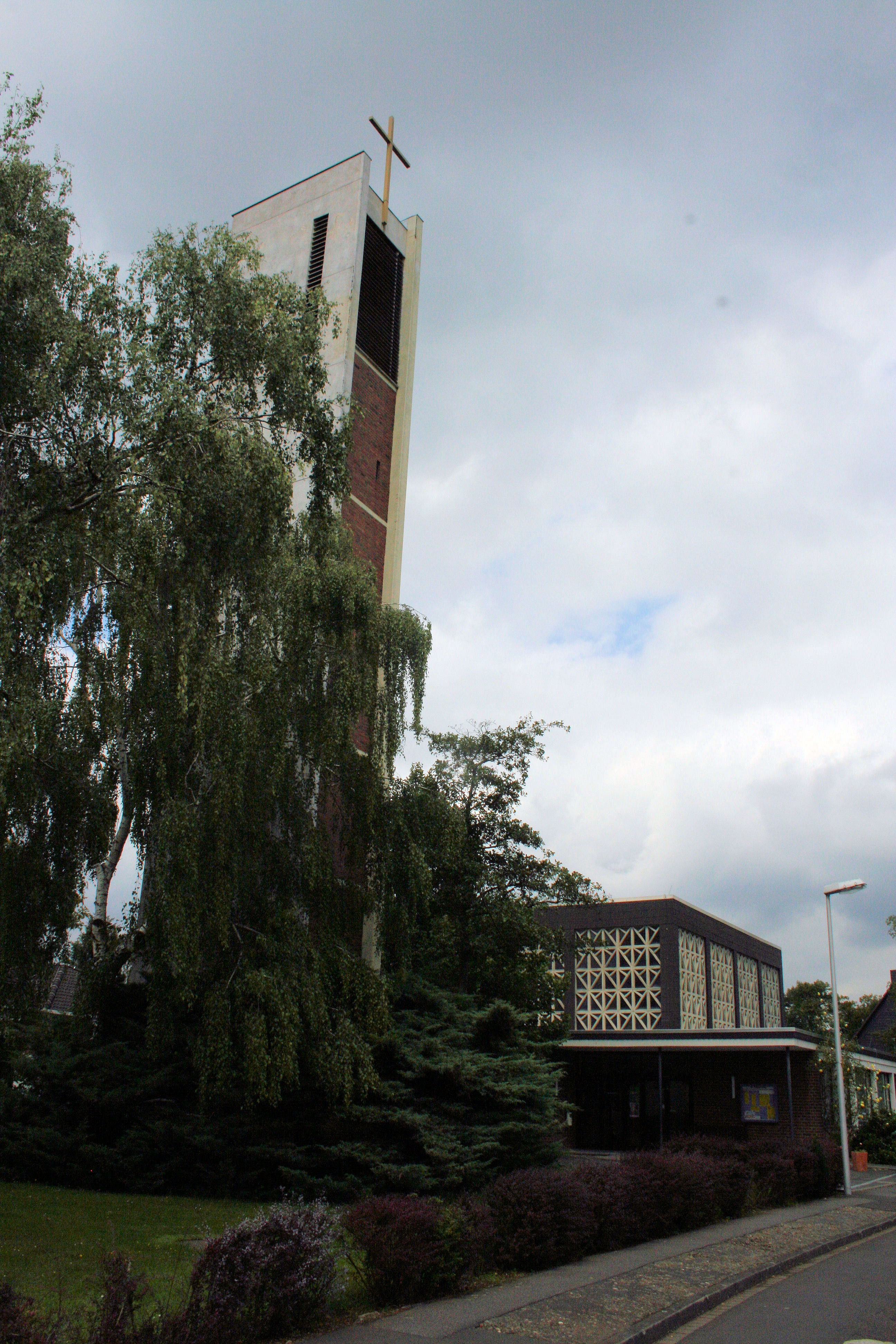
Erlöserkirche (Evang.)
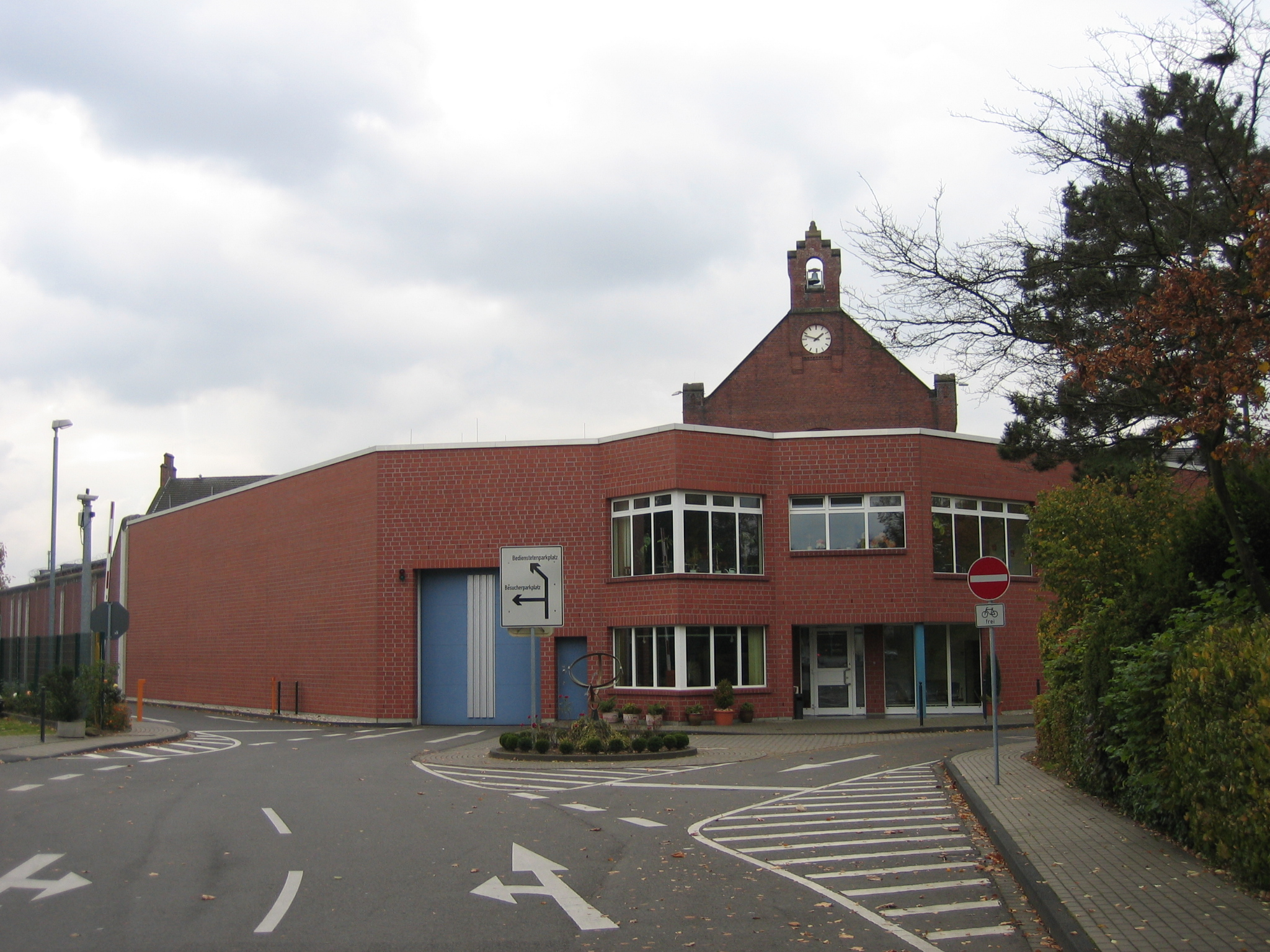
JVA Siegburg, Eingangsbereich
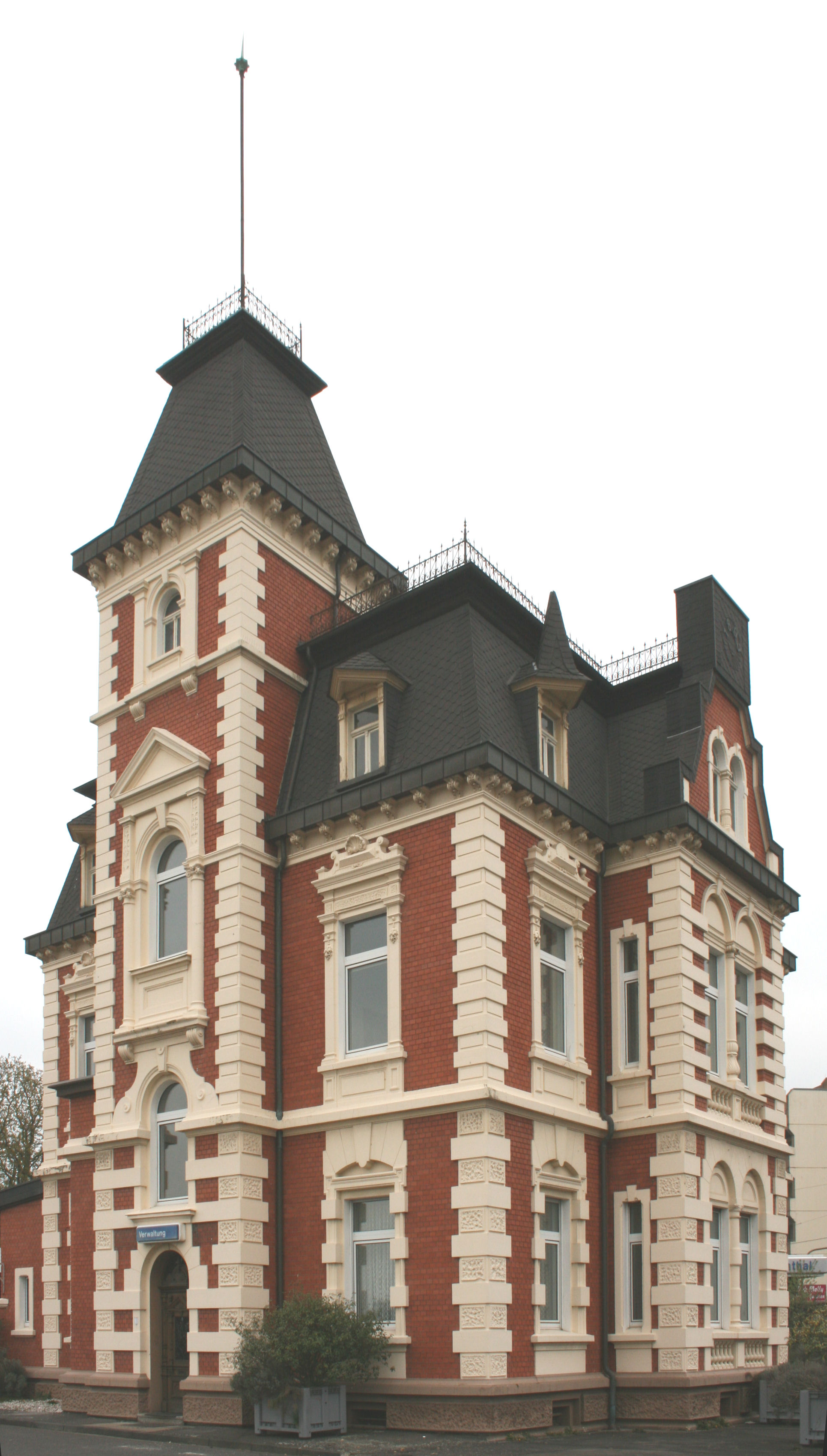
Eine ehemalige Villa der Munitionsbetriebe